# Андрєєва Олександра Андріївна
Олександра Андріївна Андрєєва — радянська господарська, державна та політична діячка.

## Біографія
Народилася в селі Пібайкіно Космодем'янського повіту Казанської губернії.
Закінчила гімназію Козьмодем'янська в 1910 році. З 1910 року - на господарській, громадській і політичній роботі. У 1910-1957 рр. — лікар у Козьмодем'янському повіті, студентка Казанського медичного інституту, випускниця Московського шкірно-венерологічного інституту, завідувач шкірно-венерологічним диспансером Козьмодем'янської центральної районної лікарні, лікар ЦРЛ.
Обиралася депутатом Верховної Ради СРСР 2-го скликання.
Померла в селі Нуженальт Горномарійського району в 1974 році.